# Фріц фон дер Ліппе
Фрідріх «Фріц» фон дер Ліппе (нім. Friedrich "Fritz" von der Lippe; 13 травня 1879, Берлін — 6 грудня 1956, Крефельд) — німецький офіцер, генерал-лейтенант вермахту. Кавалер Німецького хреста в сріблі.

## Біографія
16 вересня 1896 року поступив на службу в Імперську армію. Учасник Першої світової війни. За бойові заслуги відзначений численними нагородами. Після демобілізації армії залишений у рейхсвері. 30 червня 1935 року вийшов у відставку.
26 серпня 1939 року призваний на службу і 26 жовтня призначений командиром 432-ї дивізії. З 10 січня 1940 року — головний польовий комендант 581. З 30 березня 1940 року — командир 372-ї піхотної дивізії. З 1 серпня 1940 по 24 червня 1941 року — головний польовий комендант 372. З 1 грудня 1941 року — начальник військової адміністрації району «Північно-Західна Франція» зі штаб-квартирою в Сен-Жермені, з 11 січня 1943 року — командир району. 1 липня 1943 року відправлений у резерв фюрера, 31 грудня — у відставку.

## Звання
- Фанен-юнкер (16 вересня 1896)
- Лейтенант (22 березня 1900)
- Обер-лейтенант (18 жовтня 1909)
- Ротмістр (18 жовтня 1913)
- Майор (1 жовтня 1922)
- Оберст-лейтенант (1 квітня 1928)
- Оберст (1 лютого 1931)
- Генерал-майор (1 жовтня 1933)
- Генерал-лейтенант запасу (30 червня 1935)
- Генерал-лейтенант (1 лютого 1941)

## Нагороди
- Залізний хрест 2-го і 1-го класу
- Королівський орден дому Гогенцоллернів, лицарський хрест з мечами
- Ганзейський Хрест (Гамбург)
- Хрест «За військові заслуги» (Мекленбург-Шверін) 2-го класу
- Військовий Хрест Фрідріха-Августа (Ольденбург) 2-го і 1-го класу
- Хрест «За військові заслуги» (Австро-Угорщина) 3-го класу з військовою відзнакою
- Орден Святого Йоанна (Бранденбург), почесний лицар
- Почесний хрест ветерана війни з мечами
- Хрест Воєнних заслуг 2-го і 1-го класу з мечами
- Німецький хрест в сріблі (3 серпня 1943)